# Elezioni generali in Guatemala del 2023
Le elezioni generali in Guatemala del 2023 si sono tenute il 25 giugno (I turno) per l'elezione del nuovo presidente del paese e per il rinnovo del Congresso della Repubblica, il parlamento nazionale.
Poiché alle elezioni presidenziali nessuno dei candidati ha raggiunto la maggioranza assoluta al primo turno, si è tenuto un secondo turno di votazione tra i due candidati più votati al primo turno in data 20 agosto.
In seguito, svoltosi il conseguente secondo spoglio elettorale, il candidato Bernardo Arévalo, precedentemente giunto secondo al primo turno, è risultato vincitore con il 60,90% dei voti, divenendo così presidente del Paese.
Poiché la Costituzione permette un solo mandato, il presidente uscente Alejandro Giammattei non ha potuto partecipare alla rielezione.

## Sistema elettorale

### Presidenziali
Per le elezioni presidenziali, la legge elettorale prevede un sistema maggioritario a doppio turno: per essere eletti, infatti, è necessaria la maggioranza assoluta dei voti, ovvero il 50%+1. Se tuttavia ciò non avviene, si attua un secondo turno tra i due candidati più votati, in cui vince il candidato che ottiene il maggior numero di voti.

### Parlamentari
Per le elezioni parlamentari, invece, la legge elettorale prevede due modalità di elezione:
- 128 membri sono eletti tramite un sistema proporzionale a lista chiusa di partito, applicato in 22 collegi plurinominali, corrispondenti ai dipartimenti del paese;
- 32 membri sono eletti tramite lo stesso sistema, sebbene in un'unica circoscrizione nazionale.

In un secondo tempo, tutti i voti sono tradotti in seggi secondo il metodo D'Hondt. 
Di seguito, una tabella riassuntiva dei seggi spettanti a ciascun distretto:
| Distretto           | Seggi |
| ------------------- | ----- |
| Lista Nazionale     | 32    |
| Alta Verapaz        | 9     |
| Baja Verapaz        | 2     |
| Chimaltenango       | 5     |
| Chiquimula          | 3     |
| El Progreso         | 2     |
| Escuintla           | 6     |
| Guatemala           | 19    |
| Città del Guatemala | 11    |
| Huehuetenango       | 10    |
| Izabal              | 3     |
| Jalapa              | 3     |
| Jutiapa             | 4     |
| Petén               | 4     |
| Quetzaltenango      | 7     |
| Quiché              | 8     |
| Retalhuleu          | 3     |
| Sacatepéquez        | 3     |
| San Marcos          | 9     |
| Santa Rosa          | 3     |
| Sololá              | 3     |
| Suchitepéquez       | 5     |
| Totonicapán         | 4     |
| Zacapa              | 2     |
| Totale              | 160   |

## Risultati

### Elezioni presidenziali
| Bernardo Arévalo    | Semilla (SEMILLA)                                                     | 654 534   | 15,58 | 2 441 661 | 60,90 |  |  |  |
| Sandra Torres       | Unità Nazionale della Speranza (UNE)                                  | 881 592   | 20,98 | 1 567 472 | 39,10 |  |  |  |
| Manuel Conde        | Vamos (VAMOS)                                                         | 435 631   | 10,37 |           |       |  |  |  |
| Armando Castillo    | Visione con Valori (VIVA)                                             | 404 059   | 9,61  |           |       |  |  |  |
| Edmond Mulet        | Cabal (CABAL)                                                         | 371 857   | 8,85  |           |       |  |  |  |
| Zury Ríos           | Valor - Partito Unionista (V-PU)                                      | 365 028   | 8,69  |           |       |  |  |  |
| Manuel Villacorta   | Volontà, Opportunità e Solidarietà (VOS)                              | 238 686   | 5,68  |           |       |  |  |  |
| Giovanni Reyes      | Benessere Nazionale (BN)                                              | 141 714   | 3,37  |           |       |  |  |  |
| Amílcar Rivera      | Vittoria (VICTORIA)                                                   | 135 591   | 3,23  |           |       |  |  |  |
| Amílcar Pop         | Winaq - Unità Rivoluzionaria Nazionale Guatemalteca (WINAQ-URNG-MAIZ) | 87 676    | 2,09  |           |       |  |  |  |
| Ricardo Sagastume   | Todos (TODOS)                                                         | 76 582    | 1,82  |           |       |  |  |  |
| Rudy Guzmán         | Nosotros (NOSOTROS)                                                   | 66 116    | 1,57  |           |       |  |  |  |
| Isaac Farchi        | Partito Blu (PA)                                                      | 61 472    | 1,46  |           |       |  |  |  |
| Julio Rivera        | La Mia Famiglia (MF)                                                  | 46 092    | 1,10  |           |       |  |  |  |
| Francisco Arredondo | Compromesso, Rinnovamento e Ordine (CREO)                             | 41 948    | 1,00  |           |       |  |  |  |
| Giulio Talamonti    | Unione Repubblicana (UR)                                              | 40 358    | 0,96  |           |       |  |  |  |
| Hugo Peña           | Comunità Elefante (CE)                                                | 39 271    | 0,93  |           |       |  |  |  |
| Rudio Lecsan Mérida | Partito Umanista del Guatemala (PH)                                   | 34 285    | 0,82  |           |       |  |  |  |
| Rafael Espada       | Partito Repubblicano (PR)                                             | 32 139    | 0,76  |           |       |  |  |  |
| Sammy Morales       | Fronte di Convergenza Nazionale (FCN)                                 | 22 316    | 0,53  |           |       |  |  |  |
| Álvaro Trujillo     | Cambiamento (CAMBIO)                                                  | 17 715    | 0,42  |           |       |  |  |  |
| Luis Lam Padilla    | Partito di Integrazione Nazionale (PIN)                               | 7 780     | 0,19  |           |       |  |  |  |
| Totale              | Totale                                                                | 4 202 442 | 100   | 4 009 133 | 100   |  |  |  |
|                     |                                                                       |           |       |           |       |  |  |  |
| Schede bianche      | Schede bianche                                                        | 388 442   | 6,99  | 52 687    | 1,25  |  |  |  |
| Schede nulle        | Schede nulle                                                          | 966 389   | 17,39 | 147 165   | 3,50  |  |  |  |
| Votanti             | Votanti                                                               | 5 557 273 | 60,08 | 4 208 985 | 44,96 |  |  |  |
| Elettori            | Elettori                                                              | 9 249 794 |       | 9 361 068 |       |  |  |  |

### Elezioni parlamentari
| Liste                                                                 | Lista nazionale | Lista nazionale | Lista nazionale | Distretti | Distretti | Distretti | Totale seggi |
| Liste                                                                 | Voti            | %               | Seggi           | Voti      | %         | Seggi     | Totale seggi |
| --------------------------------------------------------------------- | --------------- | --------------- | --------------- | --------- | --------- | --------- | ------------ |
| Vamos (VAMOS)                                                         | 628 126         | 15,06           | 6               | 696 325   | 15,54     | 33        | 39           |
| Unità Nazionale della Speranza (UNE)                                  | 538 010         | 12,90           | 5               | 571 867   | 12,76     | 23        | 28           |
| Semilla (SEMILLA)                                                     | 488 692         | 11,72           | 5               | 430 297   | 9,60      | 18        | 23           |
| Cabal (CABAL)                                                         | 371 215         | 8,90            | 3               | 401 035   | 8,95      | 15        | 18           |
| Visione con Valori (VIVA)                                             | 288 546         | 6,92            | 3               | 258 605   | 5,77      | 8         | 11           |
| Valor - Partito Unionista (V-PU)                                      | 229 861         | 5,51            | 2               | 344 034   | 7,68      | 10        | 12           |
| Volontà, Opportunità e Solidarietà (VOS)                              | 186 438         | 4,47            | 1               | 178 750   | 3,99      | 3         | 4            |
| Todos (TODOS)                                                         | 169 101         | 4,05            | 1               | 198 893   | 4,44      | 5         | 6            |
| Winaq - Unità Rivoluzionaria Nazionale Guatemalteca (WINAQ-URNG-MAIZ) | 133 694         | 3,21            | 1               | 188 837   | 4,21      | -         | 1            |
| Nosotros (NOSOTROS)                                                   | 131 217         | 3,15            | 1               | 138 742   | 3,10      | 2         | 3            |
| Vittoria (VICTORIA)                                                   | 124 946         | 3,00            | 1               | 126 830   | 2,83      | 2         | 3            |
| Benessere Nazionale (BN)                                              | 112 742         | 2,70            | 1               | 121 488   | 2,71      | 3         | 4            |
| Partito Blu (PA)                                                      | 98 487          | 2,36            | 1               | 109 802   | 2,45      | 1         | 2            |
| Comunità Elefante (CE)                                                | 95 435          | 2,29            | 1               | 90 040    | 2,01      | 1         | 2            |
| Podemos (P)                                                           | 86 475          | 2,07            | -               | 87 011    | 1,94      | -         | -            |
| Compromesso, Rinnovamento e Ordine (CREO)                             | 84 667          | 2,03            | -               | 102 421   | 2,29      | 3         | 3            |
| Movimento per la Liberazione dei Popoli (MLP)                         | 74 802          | 1,79            | -               | 81 142    | 1,81      | -         | -            |
| Partito Umanista del Guatemala (PH)                                   | 61 564          | 1,48            | -               | 72 059    | 1,61      | -         | -            |
| Cambiamento (CAMBIO)                                                  | 52 754          | 1,26            | -               | 87 821    | 1,96      | 1         | 1            |
| Altri (<1,10% N.; <0,95% D.)                                          | 214 573         | 5,14            | -               | 194 918   | 4,35      | -         | -            |
| Totale                                                                | 4 171 345       | 100             | 32              | 4 480 917 | 100       | 128       | 160          |

## Contestazioni elettorali e giudiziarie

### Boicottaggi e schede nulle
Durante primo turno di quest’elezione, evidente è stato il numero eccezionale di schede non valide, di cui oltre il 24% rovinate o bianche. Ciò è stato attribuito alla sfiducia dell'elettorato nei confronti del sistema elettorale, compresa la squalifica di alcuni candidati presidenziali.

### Ingiunzione di riconteggio
Sempre durante il primo turno, nonostante il conteggio ufficiale delle elezioni generali del "Tribunale Elettorale Supremo" (TSE) indicava che Sandra Torres dell'Unità Nazionale della Speranza e Bernardo Arévalo di Semilla avrebbero avuto accesso il secondo turno, la certificazione del risultato da parte del Tribunale medesimo fu ritardata da un ordine della Corte Costituzionale, che ha concesso un'ingiunzione promossa da 10 partiti, che hanno contestato l’esito elettorale, al fine di conteggiare nuovamente i voti. A causa di ciò, dunque, i risultati sono rimasti ufficiosi e provvisori. 
Tale situazione di stallo ha avuto fine solo con l'intervento della Corte Suprema di Giustizia, che ha stabilito che il Tribunale Supremo Elettorale avesse eseguito correttamente ciò che era stato richiesto dalla Corte Costituzionale e ha dunque respinto il ricorso legale, annullando così l'ingiunzione e permettendo di rendere ufficiali i risultati.

### Sospensione di Semilla
Pochi giorni dopo la fine della prima controversia, tuttavia, in data 12 luglio il Pubblico ministero ha annunciato che, su sua richiesta, un giudice aveva sospeso la personalità giuridica del partito Semilla del candidato Arévalo per presunti casi di firme false nell'istituzione del partito e nell'iscrizione di alcuni suoi membri, nonostante l'Art. 92 della "Legge sui partiti elettorali e politici" stabilisse che un partito non possa essere sospeso "dopo che un'elezione è stata convocata e fin quando non si è tenuta".
Anche in questo caso, la situazione di stallo è giunta al termine dopo un altro intervento giudiziario avvenuto il giorno successivo, quando la Corte Costituzionale ha annullato la sospensione, nonostante le rinnovate pressioni del giudice e del pubblico ministero, ed aperto la strada del partito al secondo turno delle elezioni presidenziali.
Alla fine il 19 agosto, due giorni prima del ballottaggio, la Corte Suprema di Giustizia ha concesso un'ingiunzione permanente e definitiva a Semilla, bloccando completamente, nell’ambito del periodo elettorale, tutti gli ordini precedenti e futuri di alcuni tribunali inferiori per sospendere lo status giuridico del partito.